# Cadis
Cadis (en castellà i oficialment Cádiz) és un municipi andalús, capital de la província de Cadis, a Andalusia. És coneguda popularment com a La Tacita de Plata ("La Tasseta de Plata"). La seva situació geogràfica és única a Espanya, car és una ciutat envoltada per l'aigua, d'una banda l'oceà Atlàntic i d'altra la Badia de Cadis. L'única part que s'obre a la resta de la Península és una estreta llengua de terra cap al sud de la ciutat (entrada) que uneix aquesta capital amb el municipi de San Fernando. Aquest promontori separa les aigües de la Badia amb les de l'Atlàntic, fins que s'obre en un parc natural abans de l'entrada a San Fernando. Des d'aquesta mateixa entrada (que és també la sortida) de Cadis, també hom té un enllaç al pont mòbil José León de Carranza, un pont damunt la badia que s'obre quan passen vaixells amb destinació La Carraca, a San Fernando.

## Toponímia
El nom en català és Cadis, antigament Càliç o Càdiç. En castellà i oficialment és Cádiz, i prové, per mitjà de l'àrab (àrab: قادس, romanitzat: Qādis), del llatí Gādēs (oficialment Colonia Augusta Urbs Iulia Gaditana), que al seu torn prové, per mitjà del grec (grec antic: τὰ Γάδειρα, tà Gádeira, τὰ Γήδειρα, tà Gḗdeira o, rarament, ἡ Γαδείρα, he Gādeíra), del fenici 𐤀𐤂𐤃𐤓, ʾGDR, és a dir Gadir o Agadir.

## Demografia
Cadis té 116.027 habitants, segons el cens de l'INE de 2019. És l'única població de la Badia de Cadis la població de la qual disminueix en els últims anys. Entre 1995 i 2005 la ciutat ha perdut més de 20.000 habitants. Encara que s'atribueix aquest fet a l'escassesa de sòl edificable, la veritat és que es tracta de la capital de província amb major taxa d'atur, i un dels llocs d'Europa on l'atur afecta més directament la població jove, motiu pel qual la ciutat està perdent els seus joves d'entre 18 a 30 anys, que emigren a altres llocs d'Espanya (Catalunya, Madrid i País Valencià, fonamentalment) i del món. La població menor de 20 anys és de només el 18,46%. El gentilici és gadità.

## Història

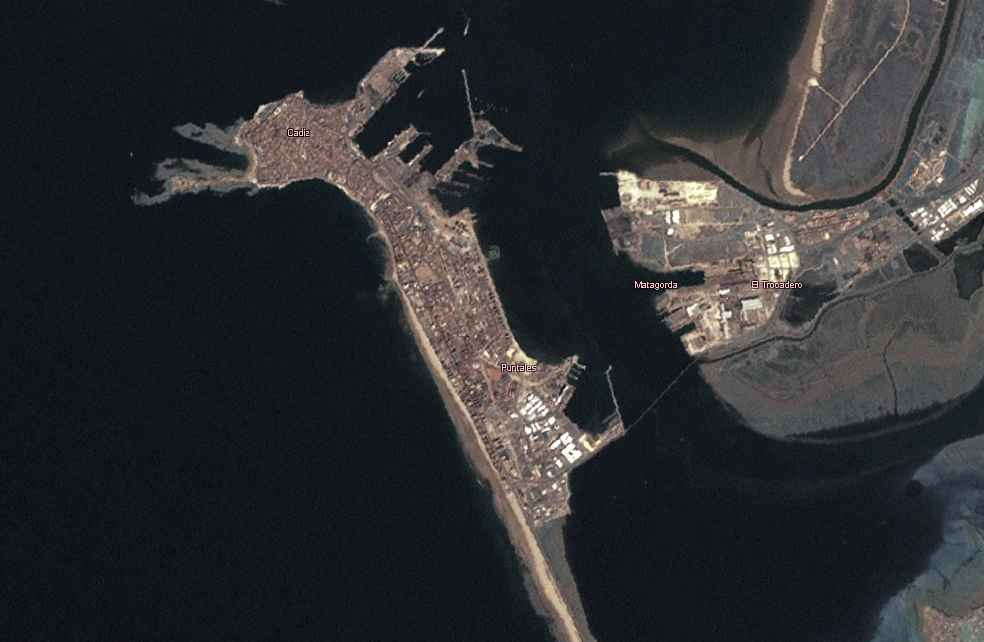
Cadis.

Cadis és la ciutat més antiga d'Occident, fundada per navegants fenicis de Tir en la data de 1104 aC. Va ser establerta amb el nom de Gadir ("fortalesa", amb la mateixa etimologia que Agadir, al Marroc), sobre el que antany era un petit arxipèlag, avui dia una sola illa, per a explotar les riques rutes atlàntiques d'estany, de coure i el mercat tartèssic. Va ser coneguda pels grecs com Gadeira i pels romans com Gades; i és d'ambdues d'on ve el gentilici gadità. Com gairebé tots els historiadors que han tractat d'investigar sobre la fundació de Cadis, ens presenten la llegenda d'Hèrcules vencent al gegant de tres caps Gerió.
Comptava amb diversos temples dedicats a Crono, Melcart (atribuït a la divinitat d'Hèrcules), etc. A part de servir de culte, probablement s'afavorien nombrosos acords comercials posant a la respectiva deïtat com testimoni.
Va ser metròpoli de les ciutats i factories fenícies atlàntiques fins a l'ascensió de Cartago. A la mort del rei Argantoni cap a 530 aC esclata una guerra entre els fenicis i els tartessis. Es va demanar ajuda a Cartago davant la major pressió que exercien els tartessis i grecs foceus.
Les ciutats fenícies temien en general el poder d'altres ciutats, especialment de les mateixes ciutats fenícies, i Gades no es va sotmetre a Cartago fins a la conquesta de la península Ibèrica per Amilcar després de la Primera Guerra Púnica. La ciutat va fer la seva primera aliança amb Roma a través suposadament del centurió L. Marcius, després de la mort dels Escipions (212 aC). L'aliança amb Roma fou confirmada durant el consolat de M. Lepidus i Q. Catulus, el 78 aC. Juli Cèsar va ser a la ciutat el 49 aC i va concedir la ciutadania romana als habitants.
Sota l'imperi fou municipi romà amb el nom d'Augusta Urbs Julia Gaditana, i fou seu d'un convent jurídic de la Bètica. Les seves monedes (tant del període fenici com el romà) porten generalment la imatge (el cap) d'Hèrcules de Tir (fenici Melcart), deïtat tutelar de la ciutat, i a la part del darrere un o dos peixos i un epígraf fenici damunt i un d'hebreu sota: el primer no se sap ben bé que deia i el segon deia "Agadir" nom fenici originari de Gadir (Gades sota els romans). A les monedes romanes, a part de no aparèixer generalment el nom, tenen altres símbols i el nom dels successius patrons de la ciutat: Balbus (L. Cornelius Balbus Major conegut per Gaditanus o Tartesius, que fou el primer no italià a ser cònsol; i el seu nebot L. Cornelius Balbus Minor, procònsol d'Àfrica vencedor dels garamants el 19 aC), August, Marc V. Agripa i els seus fills Caius i Lucius, i l'emperador Tiberi. L. Cornelius Balbus Minor és esmentat a les monedes com el constructor de la nova ciutat de Gades i el seu port (Portus Gaditanus avui Puerto Real), cosa que hauria fet durant el període en què fou qüestor de la Citerior Asinius Pollio (43 aC). Va construir un pont que unia el port a la ciutat i que era al mateix temps aqüeducte. Les restes de l'aqüeducte es conserven així com altres edificis públics: els Temples de Saturn, a la mateixa ciutat, i d'Hèrcules, una mica al sud a la via cap a la Màlaga. Aquest darrer temple tenia un oracle famós i fou dels temples més rics.
Amb els romans es van reforçar les comunicacions terrestres de Cadis amb la resta de la península i es van construir un circ romà, un aqüeducte, més temples, etc. En aquesta època es van fer famoses les exportacions gaditanes del garum. A partir del segle iii dC, comença la decadència econòmica de la ciutat i el seu consegüent despoblament, de la qual no es recupera fins al descobriment d'Amèrica. Amb la caiguda de l'Imperi Romà d'Occident va passar per mans de vàndals, romans d'Orient i visigots.
Fou ocupada pels musulmans el 711. Després de la conquesta musulmana, Cadis va caure en decadència. El 844 fou ocupada per primer cop pels normands que la van saquejar i la van abandonar; la van atacar un altre cop el 859 i va patir un segon saqueig. Vers el 1030 la regió va quedar inclosa a l'emirat de Xerès, després Arcos i Xerès, fins al 1053 en què va passar a l'emirat o Regne de Sevilla (emirat d'Ixbíliya).
El 1091 va caure en mans dels almoràvits. Es va erigir en emirat separat el 1145 sota Ali ibn Isa ibn Maimun (de la nissaga dels Banu Maymun originària de Dénia) però va reconèixer inicialment la sobirania de Còrdova (1145) i tot seguit de l'emir de Granada (1145-1147). La torre amb l'estàtua d'Hèrcules (sanam Hirkil o manarat Hirkil) que era una torre i no un temple d'Hèrcules, encara que alguns historiador van confondre les dues coses, va ser demolida el 1145: l'emir Ali ibn Isa ibn Maymun en assolir el poder a l'emirat, i suposant per les dites populars que sota l'estàtua hi havia tresors enterrats, la va fer destruir. La descripció d'al-Zuhri, que la veié personalment diu "aquesta manara tenia 100 colzes d'altura i estava construïda de kadhdhan (granit) tallat; tenia al damunt un segon nivell que era un terç del primer, i després un tercer, triangular que portava una estàtua que representava un home mirant a Orient del costat de l'oceà amb el braça esquerra estès el dits plegats excepte l'índex que assenyala l'estret de Gibraltar; la seva mà dreta tenia un bastó que sembla assenyalar la mar (no pas una clau). Aquesta estàtua i construcció se suposa que era romana.
Ali ibn Isa fou assassinat (1147) per Yahya, net de l'almoràvit Yusuf ibn Tashfin (1061–1106), i els almohades van ocupar Cadis tot seguit. El 1229 va quedar inclosa en la taifa o emirat de Múrcia; el 1231 va passar a Sevilla per tornar a Múrcia el 1233; els almohades la van recuperar el 1238 i la van conservar fins al 1242 quan va reconèixer als Hàfsides de Tunísia. Aquesta sobirania va subsistir fins a la conquesta castellana el 1262.
De Cadis va partir Cristòfor Colom en els seus segon i quart viatges a les Índies. En l'any 1509 adquireix el dret de registrar les naus d'Índies i més tard el de desembarcar productes de les Antilles. En 1535 es va fundar el Jutjat d'Índies que permetia eludir el control que exercia la Casa de Contractació de Sevilla en el comerç amb les Índies.

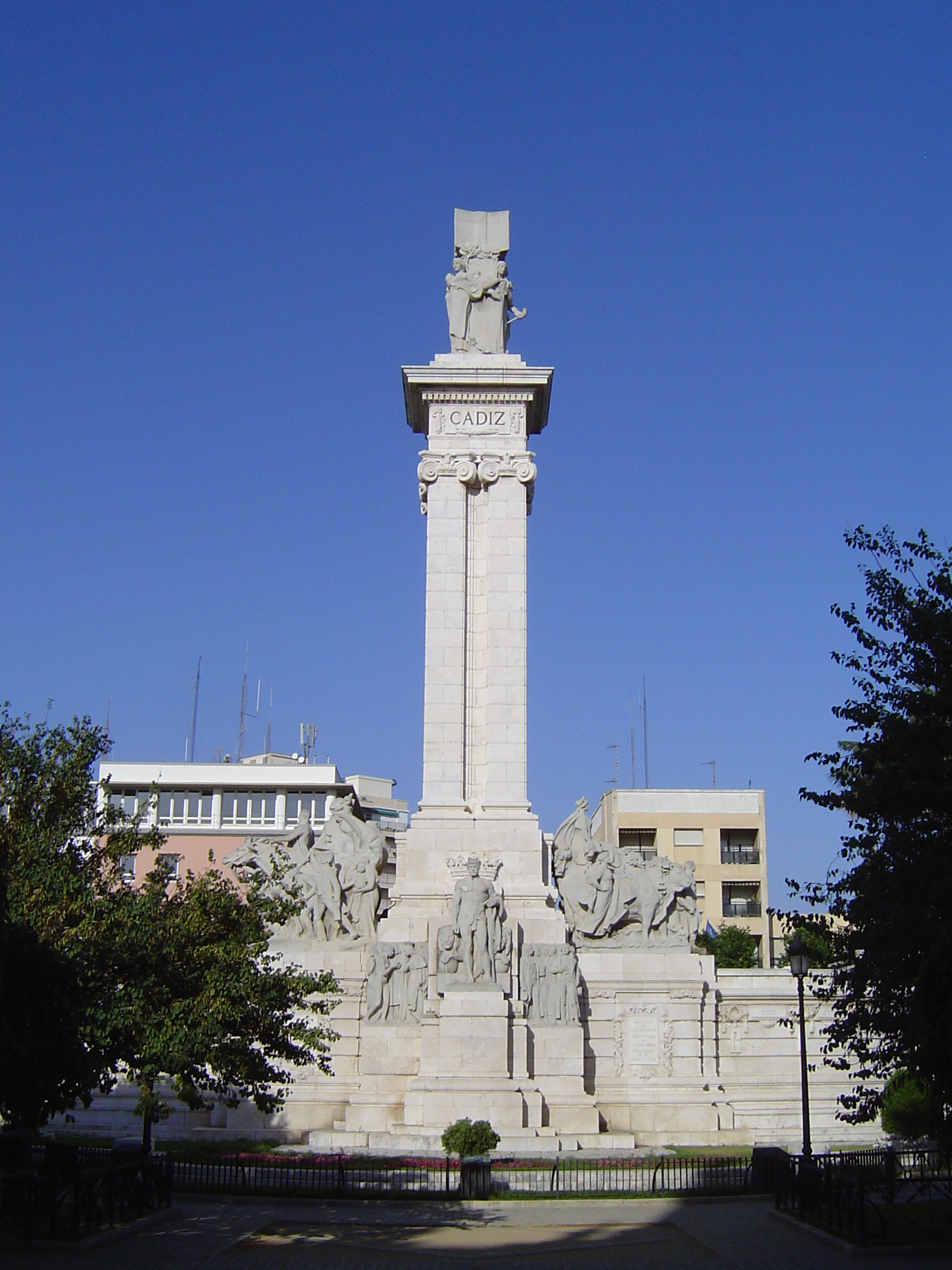
Monument a la Constitució de 1812

En 1553 el pirata Barba-rossa va intentar apoderar-se de la ciutat que va ser defensada amb l'ajut del genovès Andreu Doria. En 1587 va sofrir el saqueig de l'anglès Francis Drake, en 1596 el de l'esquadra anglo-holandesa al comandament del comte d'Essex, motiu per a la seva posterior fortificació. Els anglesos van demanar rescat per la majoria de la població escollint ostatges entre els ciutadans més assenyalats. En 1625 Lord Wimbledon va ser repel·lit a pesar de la seva superioritat. En 1702 la Badia de Cadis va ser espectadora de noves batalles navals. El príncep Darmstadt en nom del pretendent austríac assalta Rota i El Puerto de Santa María. En 1717 es va traslladar a Cadis la Casa de Contractació arrabassant-li a Sevilla el monopoli comercial amb Amèrica. El que juntament amb la política liberalitzadora dels primers Borbó va afavorir la formació d'una burgesia gaditana. En 1755 un sisme submarí va assotar la ciutat provocant grans danys.
El 21 d'octubre de 1805 parteix de Cadis el combinat naval hispà-francès per a enfrontar-se contra l'esquadra anglesa al comandament d'Horatio Nelson, la victòria del qual en el cap de Trafalgar remata una brillant tradició marítima hispànica.
Durant la guerra del Francès Cadis va resistir al setge francès i el 1810 es van reunir diputats d'Espanya (incloent Hispanoamèrica i Filipines) d'aquell temps a San Fernando, en l'actualment denominat Teatre de les Corts, per a redactar una Constitució. Posteriorment les reunions van anar a Cadis, a l'Església de San Felip Neri on van aprovar la primera constitució espanyola en 1812. Aquesta era de marcat caràcter liberal i va ser abolida més tard per Ferran VII (qui interromp definitivament la prosperitat d'aquesta ciutat amb l'ajut dels Cent Mil Fills de San Lluís).
En 1868 es va produir l'aixecament de Topete iniciant la Revolució Liberal que desembocaria en la constitució democràtica-liberal de 1869. Durant la Primera República Espanyola (1873) Cadis es va declarar cantó independent, però amb la pujada al tron d'Alfons XII va ser obligada a renunciar al cantonalisme. La pèrdua de les províncies d'ultramar (Cuba, Puerto Rico, Filipines)en 1898 va suposar l'inici d'una nova decadència. En 1936 Varela es va revoltar a Cadis contra la República. En 1947 va explotar un polvorí de l'Armada que va destruir bona part de la ciutat.

## Economia

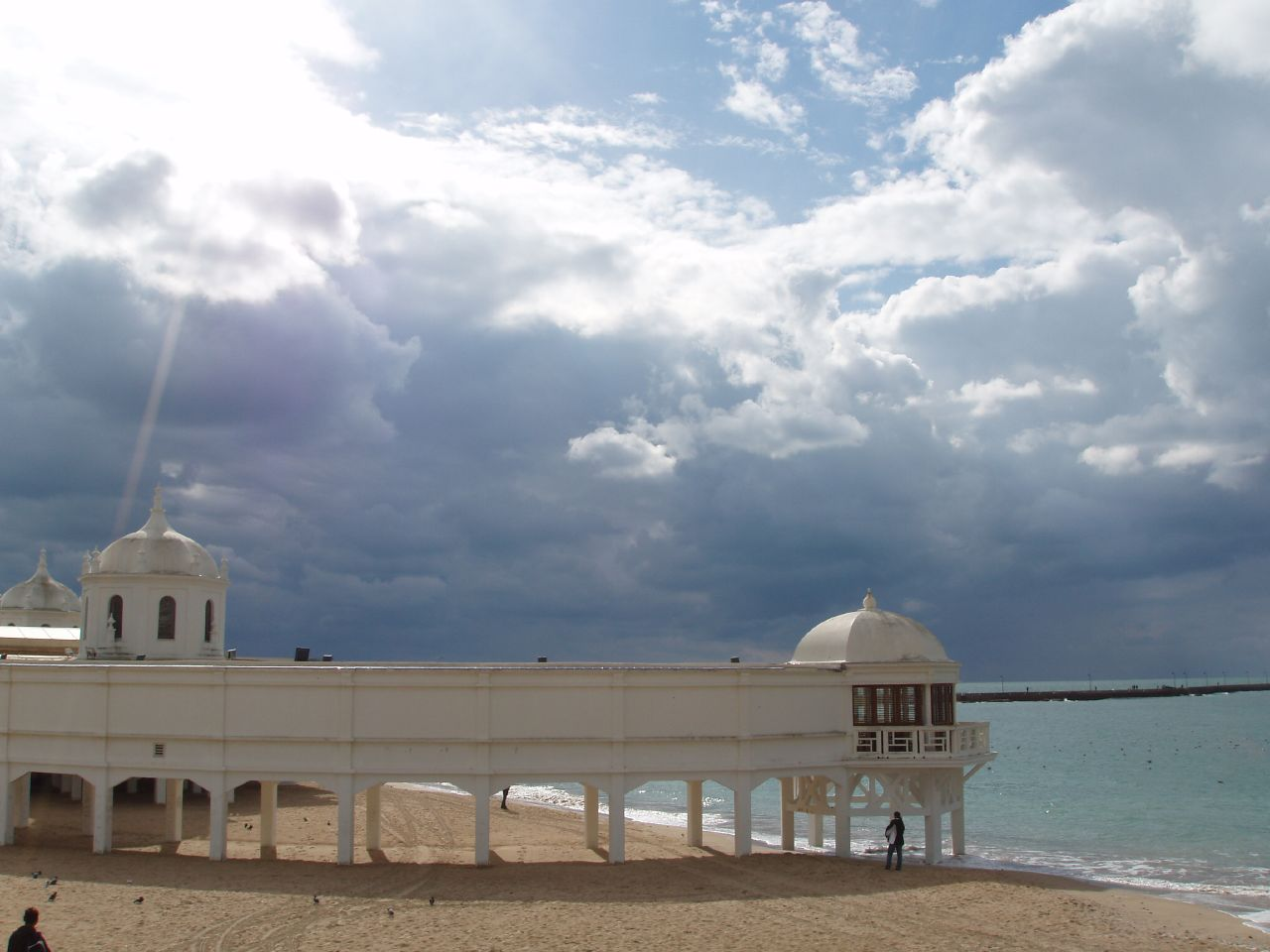
La Caleta

Cadis fou originalment una ciutat bolcada al mar, base del seu desenvolupament a finals del segle xviii i principis del XIX. No obstant això, el comerç marítim s'ha reduït en els últims 30 anys, la pesca ha entrat en una greu crisi per la pèrdua de caladors al Marroc i les drassanes es troben actualment infrautilitzades; els motius d'aquesta situació són l'escassa demanda de producció de vaixells i la dura competència d'altres drassanes estrangeres. Actualment la ciutat es veu fortament assotada pel problema de l'atur. El sector econòmic que gaudeix d'una relativa salut és el turisme, a causa de les seves platges, a la importància del seu carnaval i a l'important patrimoni històric que posseeix. Tanmateix, la veritat és que la importància d'aquest sector no es veu reflectida en una millora econòmica substancial en la població, com ho demostra el fet que després de més de tres dècades de lliurament al turisme, ni l'economia de les famílies hagi prosperat ni l'atur hagi disminuït. Així mateix, l'Ajuntament de Cadis ha sol·licitat repetidament al govern de l'Estat una política pressupostària especial a causa de la crítica situació de la ciutat.

## Política i govern
Des de 2015 l'alcalde de Cadis és José María González Santos, conegut popularment com a Kichi, de la coalició Adelante Andalucía.
| Període      | Nom de l'alcalde/-essa     | Partit polític        | Data de possessió |
| ------------ | -------------------------- | --------------------- | ----------------- |
| 1979 - 1983  | Carlos Díaz Medina         | PSOE                  | 19/04/1979        |
| 1983 - 1987  | Carlos Díaz Medina         | PSOE                  | 28/05/1983        |
| 1987 - 1991  | Carlos Díaz Medina         | PSOE                  | 30/06/1987        |
| 1991 - 1995  | Carlos Díaz Medina         | PSOE                  | 15/06/1991        |
| 1995 - 1999  | Teófila Martínez           | PP                    | 17/06/1995        |
| 1999 - 2003  | Teófila Martínez           | PP                    | 03/07/1999        |
| 2003 - 2007  | Teófila Martínez           | PP                    | 14/06/2003        |
| 2007 - 2011  | Teófila Martínez           | PP                    | 16/06/2007        |
| 2011 - 2015  | Teófila Martínez           | PP                    | 11/06/2011        |
| 2015 - 2019  | José María González Santos | Por Cádiz sí se puede | 13/06/2015        |
| 2019 - 2023  | José María González Santos | Adelante Cádiz        | 15/06/2019        |
| Des del 2023 | n/d                        | n/d                   | 17/06/2023        |

## Nadius il·lustres
- José Celestino Mutis y Bosio (1732-1808), metge i botànic.
- Lola Rodríguez Aragón (1910-1984), soprano.
- Manuel de Falla y Matheu (1876-1946), compositor.
- Philip Libón (1785-1838), compositor.
- José Luis Rey Vila Sim (1900-1983), dibuixant.